# آ نعلية
آ نعلية (الاسم العلمي: Aa calceata) هي نوع من النباتات يتبع جنس الآ من الفصيلة السحلبية.